# Joseph-Louis-Elzéar Ortolan

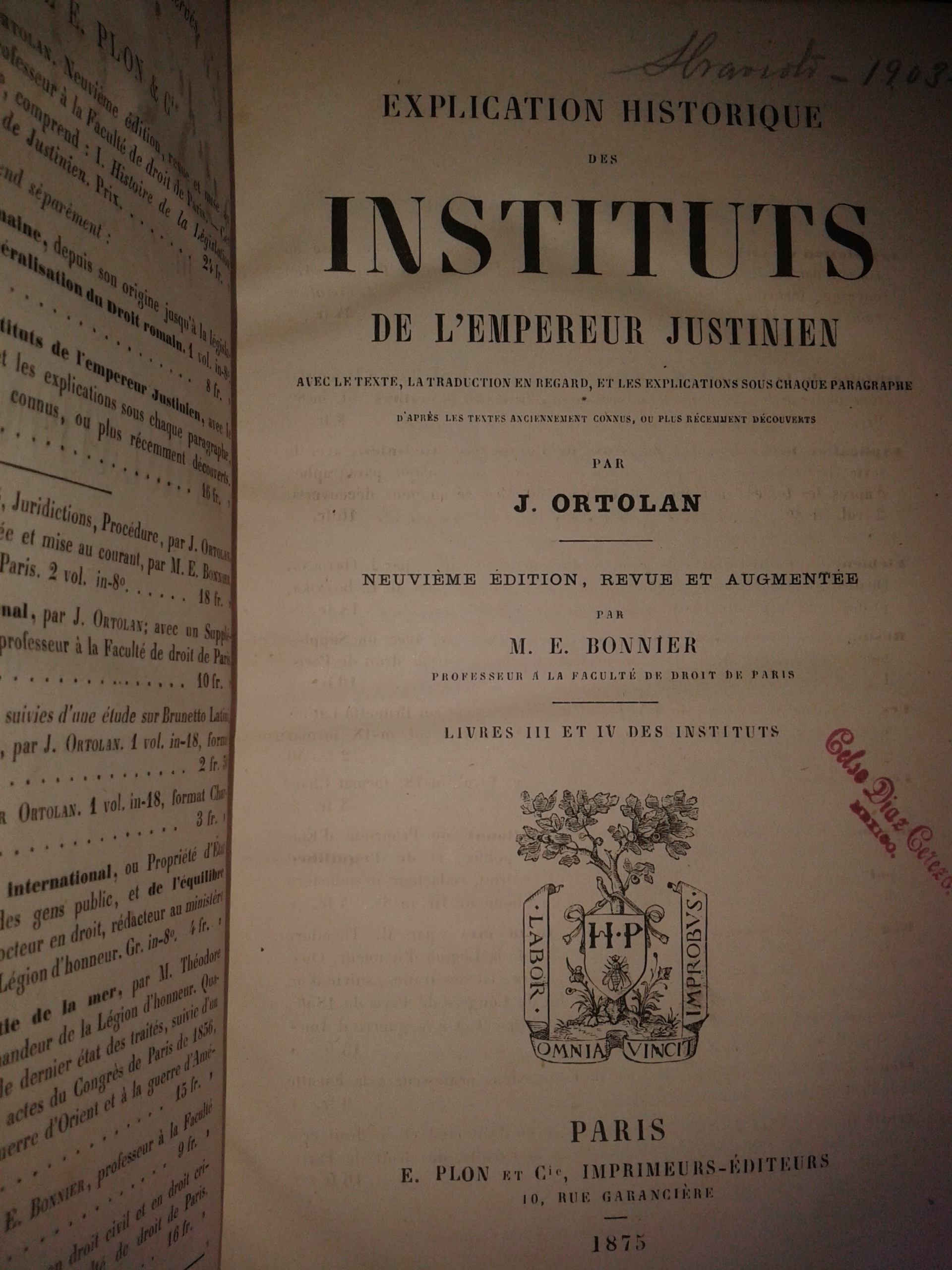
Explication historique des instituts de l'empereur Justinien, Joseph Louis Elzéar Ortolan (1802–1873). Paris: Plon et Cie., 1875.

Joseph-Louis-Elzéar Ortolan (* 21. August 1802 in Toulon; † 27. März 1873 in Paris) war ein französischer Jurist und Schriftsteller.
Ortolan studierte Jura in Aix-en-Provence und Paris und erhielt 1829 den Doktorgrad. Bekannt wurde er durch die Schriften Explication historique des institutes de Justinien (1827) und Histoire de la législation romaine (1828). Er wirkte zunächst als Bibliothekar an der Cour de cassation und wurde 1830 Generalsekretär des Parquet de Paris.
Er unterrichtete Staatsrecht an der Sorbonne und erhielt 1836 einen Lehrstuhl für vergleichendes Strafrecht an der Pariser Universität. Neben rechtswissenschaftlichen Schriften veröffentlichte Ortolan auch einen Gedichtband (Enfantines moralités, 1845) und eine Schrift über Dante (Les pénalités de l'Enfer de Dante, 1873). In Paris wurde nach ihm die rue Ortolan benannt, in Toulon die Avenue Joseph Louis Ortolan und die "Traverse Ortolan".
Ortolans Bruder Jean-Félicité-Théodore Ortolan war ein Experte für das Seerecht, sein Sohn Eugène Ortolan wurde als Komponist bekannt.

## Werke
- Explication historique des institutes de Justinien, 1827
- Histoire de la législation romaine, 1828
- Cours public d’histoire du droit politique et constitutionnel des peuples de l’Europe, avec le tableau de leur organisation actuelle, 1831
- Le Ministère public en France, traité et code de son organisation, de sa compétence et de ses fonctions dans l’ordre politique, judiciaire et administratif, 2 Bände, 1831
- Histoire de la législation romaine depuis son origine jusqu’à la législation moderne, suivie de l’explication historique des Instituts de Justinien, Paris 1835
- Cours de législation pénale comparée, 1838
- Éléments du droit pénal, 1856
- Enfantines moralités, Gedichte, 1845
- Les pénalités de l’Enfer de Dante, suivies d’une étude sur Brunetto Latini, apprécié comme le maître de Dante, 1873

| Personendaten    | Personendaten                           |
| ---------------- | --------------------------------------- |
| NAME             | Ortolan, Joseph-Louis-Elzéar            |
| KURZBESCHREIBUNG | französischer Jurist und Schriftsteller |
| GEBURTSDATUM     | 21. August 1802                         |
| GEBURTSORT       | Toulon                                  |
| STERBEDATUM      | 27. März 1873                           |
| STERBEORT        | Paris                                   |